# Flore Brazier

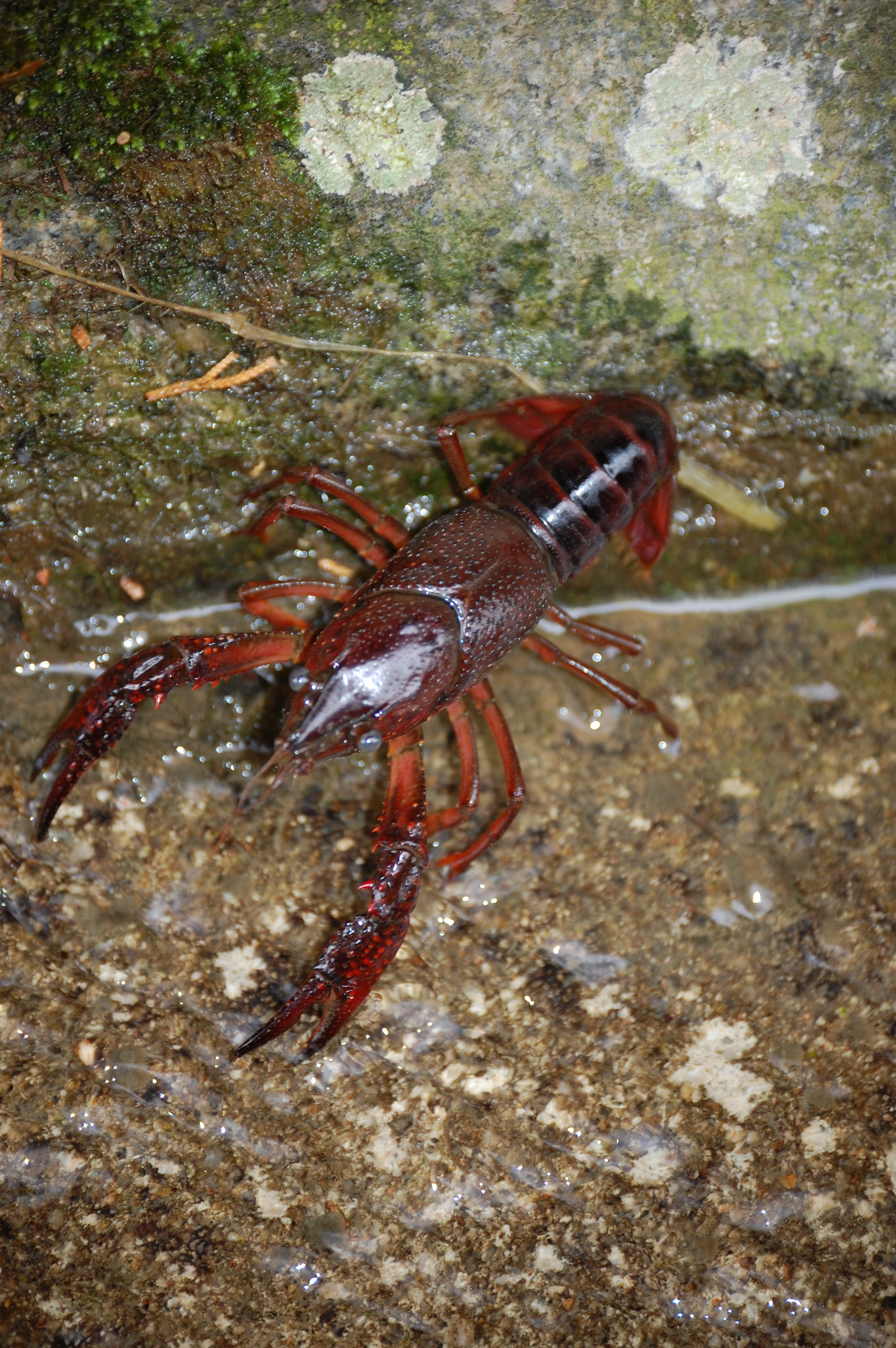
Lagostim numa ribeira, em Portugal. Este é o crustáceo que Flore recolhia.

Flore Brazier é uma personagem da Comédia Humana de Honoré de Balzac, que aparece apenas em La Rabouilleuse. Nascida em 1787 em Vatan, próximo a Issoudun, se torna orfã de mãe muito jovem, e de pai em 1805. Para ajudar seu pai, ela recolhe lagostins nos riachos, daí sua alcunha rabouielleuse (nome em francês que se dá à pessoa que "turva a água para apanhar peixes", que dá título ao romance.
Em 1799, ela não tem sequer doze anos, mas já é dotada de uma grande beleza que o doutor Rouget, velho libidinoso de mais de setenta anos de idade, nota durante seu trabalho como médico. Ele a contrata como servente, sem, contudo, manter com ela relações sexuais devido à sua avançada idade. Flore confessa isso mais tarde a Jean-Jacques, o filho do doutor.
Com a morte do médico, Flore se torna amante de Jean-Jacques, que é um imbecil, praticamente um débil mental. A partir de 1806, ela controla a casa do herdeiro, e, em 1816, torna-se amante de Maxence Gilet, que faz parte de um bando de arruaceiros: os Cavalheiros da Malandragem.
Aborrecida de ver chegar Agathe Bridau e seu filho Joseph Bridau, respectivamente irmã e sobrinho de Jean-Jacques (deserdados do velho Rouget, que desconfiou da fidelidade da esposa por ocasião do nascimento da filha), ela lança acusações graves contra Joseph, fingindo que ele desejava roubar os quadros do seu tio. Joseph desiste de tudo, e vai embora com sua mãe.
Na verdade, Flore deseja a fortuna de Jean-Jacques, e espera fazê-lo assinar um documento legando-lhe tudo que possui. Ela poderia, desta forma, viver ricamente com Maxence. De fato, Jean-Jacques deixa-lhe toda a herança, e morre, mas Philippe Bridau, o outro sobrinho de Jean-Jacques, exilado em Issoudun e vigilante da fortuna do tio, provoca Maxence a um duele e mata-o. Depois, obriga Flore a casar-se com ele, obrigando-a a doar-lhe todos os bens caso morra sem filhos. Ela se torna, assim, Madame Philippe Bridau, condessa de Brambourg. Philippe abandona-a imediatamente. Enquanto mora na rua Saint-Georges, e se lança ao vício do alcoolismo, o conde vive em uma luxuosa mansão.
Reduzida à miséria, Flore apela ao bondoso Joseph Bridau, que havia acusado anteriormente, mas é tarde. Ela morre no hospital em 1828.